# Lachenalia punctata
Lachenalia punctata är en sparrisväxtart som beskrevs av Nikolaus Joseph von Jacquin. Lachenalia punctata ingår i släktet Lachenalia och familjen sparrisväxter. Inga underarter finns listade i Catalogue of Life.